# Whisky a mezzogiorno
Whisky a mezzogiorno è un film del 1962 diretto da Oscar De Fina, ispirato al romanzo La banda del sole di Renzo Barbieri.

## Trama
Uno studente di architettura non ricco di famiglia fa amicizia con un ricco compagno di studi. Dopo essere stati entrambi respinti ad un esame partono per una vacanza dove, il giovane povero, conosce la buona borghesia milanese. Dapprima affascinato dalla ricchezza della combriccola finirà poi per allontanarsene deluso.

## Curiosità
È uno dei pochi film interpretati dalla talentuosa attrice teatrale e di prosa Lida Ferro.